# Bugre
Bugre là một đô thị thuộc bang Minas Gerais, Brasil. Đô thị này có diện tích 162,432 km², dân số năm 2007 là 3960 người, mật độ 22,7 người/km².